# La profezia dell'armadillo
La profezia dell'armadillo è il primo libro a fumetti realizzato da  Zerocalcare. Il libro ha vinto il premio Gran Guinigi nel 2012, nella categoria "miglior storia breve".

## Storia editoriale
A seguito della chiusura della rivista Il Canemucco, Makkox decise di continuare la collaborazione con Zerocalcare offrendosi di pubblicare in un libro il materiale già realizzato dall'autore romano. La prima edizione del libro è stata autoprodotta in una tiratura di 500 copie e messa in vendita online; a questa hanno fatto seguito un totale di cinque ristampe che hanno venduto oltre 3000 copie. L'edizione è stampata in bianco e nero in formato 24×17 cm, ed è composta da 144 pagine; le prime 3 ristampe sono indistinguibili fra loro perché non sono stati cambiati colophon e data di stampa.
Grazie al successo ottenuto l'opera è stata ristampata in una nuova edizione a colori (denominata La profezia dell'armadillo - Colore 8 bit) dalla BAO Publishing, casa editrice che ha curato anche le pubblicazioni successive di Zerocalcare. L'opera, a gennaio 2022, è arrivata alla ventiquattresima ristampa con centocinquantamila copie vendute.
Nel marzo 2023 Storytel ha pubblicato in esclusiva un audiolibro tratto dal fumetto.

## Trama
(La profezia dell'armadillo, p. 65 e retro di copertina)
L'opera è composta da storie di poche tavole l'una, per lo più autoconclusive, ma che messe insieme compongono un affresco più grande e complesso. Partendo dal momento in cui viene a sapere della morte di Camille, sua vecchia amica e primo grande amore, l'autore inframmezza flashback adolescenziali che descrivono la storia della loro amicizia a racconti della sua vita quotidiana da quasi-trentenne nella Roma degli anni duemila.
Nei diversi racconti è sempre affiancato dall'amico Armadillo, personaggio immaginario che incarna le sue paure e le sue insicurezze, oltre a diversi altri personaggi ricorrenti fra cui gli amici Secco e Greta e i propri genitori rappresentati con le fattezze di Lady Cocca per la madre e di Mr. Ping per il padre.

## Trasposizioni in altri media
Nel 2018 è uscito nelle sale il film omonimo tratto dal fumetto, diretto da Emanuele Scaringi e presentato in concorso nella sezione Orizzonti alla 75ª Mostra internazionale d'arte cinematografica di Venezia. Il film era stato annunciato inizialmente nel gennaio 2014 con un post sul blog di Zerocalcare, e inizialmente sarebbe dovuto esser diretto da Valerio Mastrandrea che invece si limiterà a collaborare alla stesura della sceneggiatura..
La serie animata Strappare lungo i bordi prodotta nel 2021 per Netflix è ispirata al libro, ma vengono cambiati alcuni nomi (Camille diventa Alice) e la storia si svolge in maniera differente.